# Unione dei comuni montani della Laga
L'unione dei comuni montani della Laga è una unione di comuni che nasce dall'accordo tra cinque comuni italiani della provincia di Teramo. Il suo territorio, consistente nel lembo nord occidentale della provincia teramana e della regione Abruzzo, racchiude il versante teramano della zona montuosa dei Monti della Laga fino ai confini con le regioni Marche e Lazio, ed è quasi interamente incluso nel Parco nazionale del Gran Sasso e Monti della Laga. Ne fanno parte i comuni di Campli, Cortino, Rocca Santa Maria, Torricella Sicura e Valle Castellana; l'unione comprende un'area di 384,32 km² nella quale risiedono 10 968 abitanti.

## Storia
L'unione, istituita nell'anno 2014 in sostituzione della soppressa comunità montana della Laga, è un ente locale di secondo grado, costituito e disciplinato dal decreto legislativo 18 agosto 2000, n. 267 che recepisce la legge 3 agosto 1999, n. 265, in particolare l'articolo 32, al fine di mettere in comunione l'esercizio di una pluralità di funzioni e servizi. L'ente è dotato di personalità giuridica ed è governato da un presidente, da una giunta costituita da tutti i sindaci dei comuni aderenti e da un consiglio composto da una rappresentanza dei consigli comunali e dai sindaci stessi.

## Funzioni
I comuni aderenti hanno affidato all'unione i servizi dell'intero ciclo dei rifiuti urbani, tutela e promozione degli ambienti montani, attività e servizi sociali, centrale unica di committenza per i lavori e forniture dei singoli comuni e servizi di prossimità.

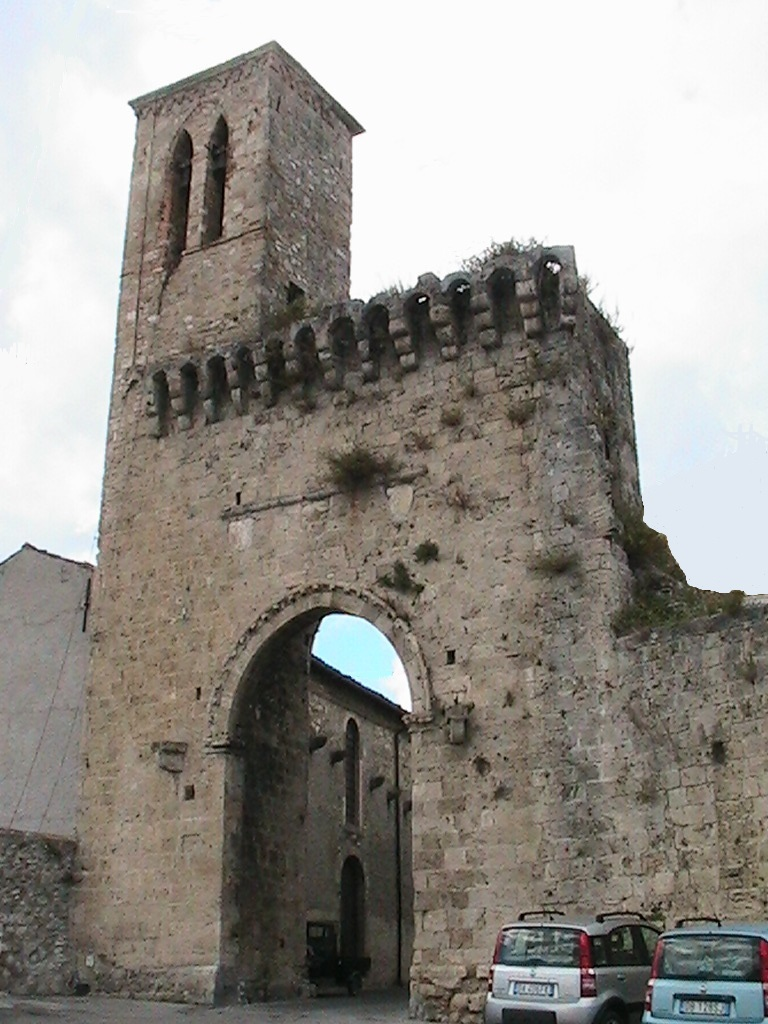
La porta Orientale di Campli
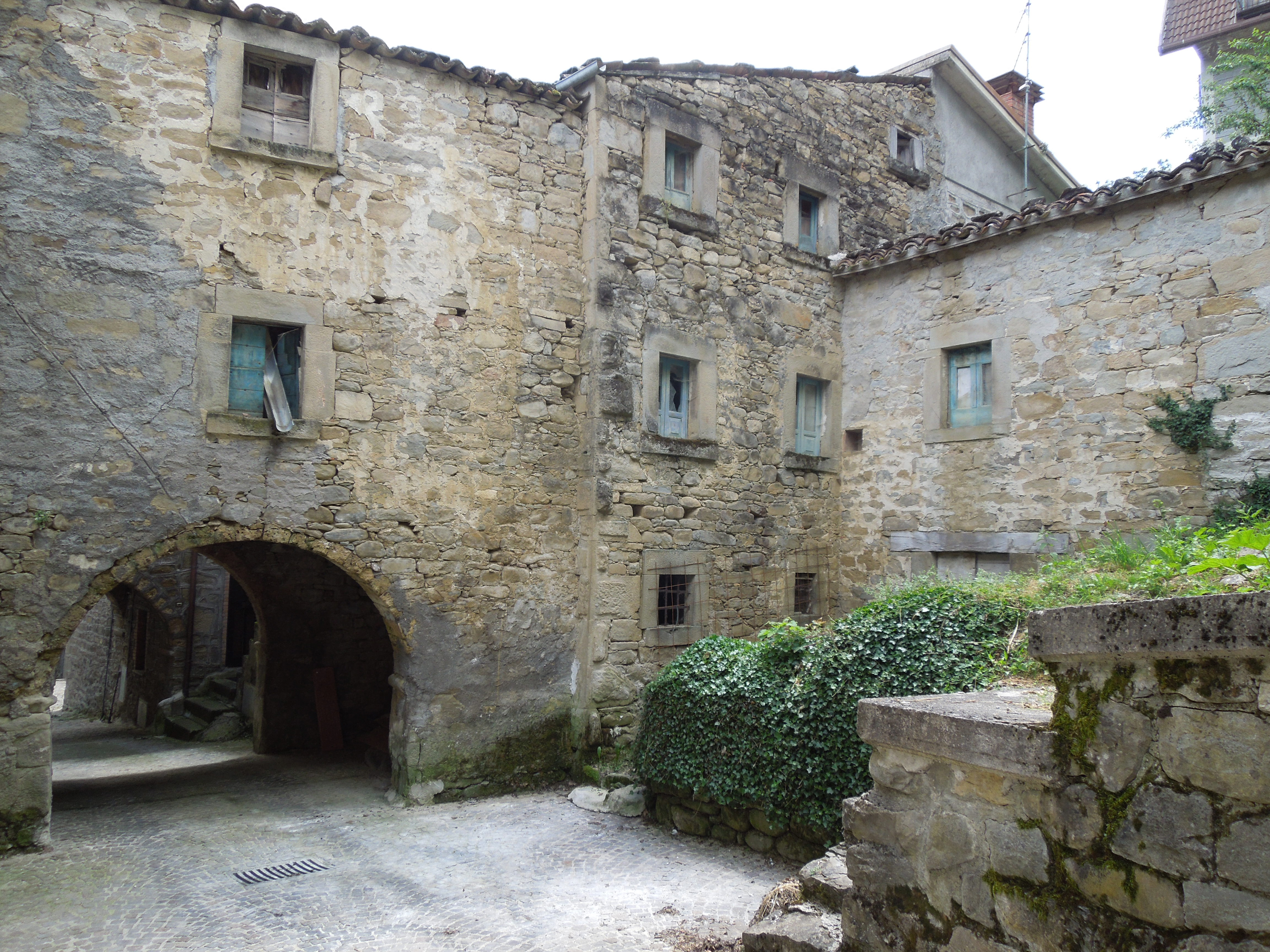
Il borgo di Padula, frazione di Cortino
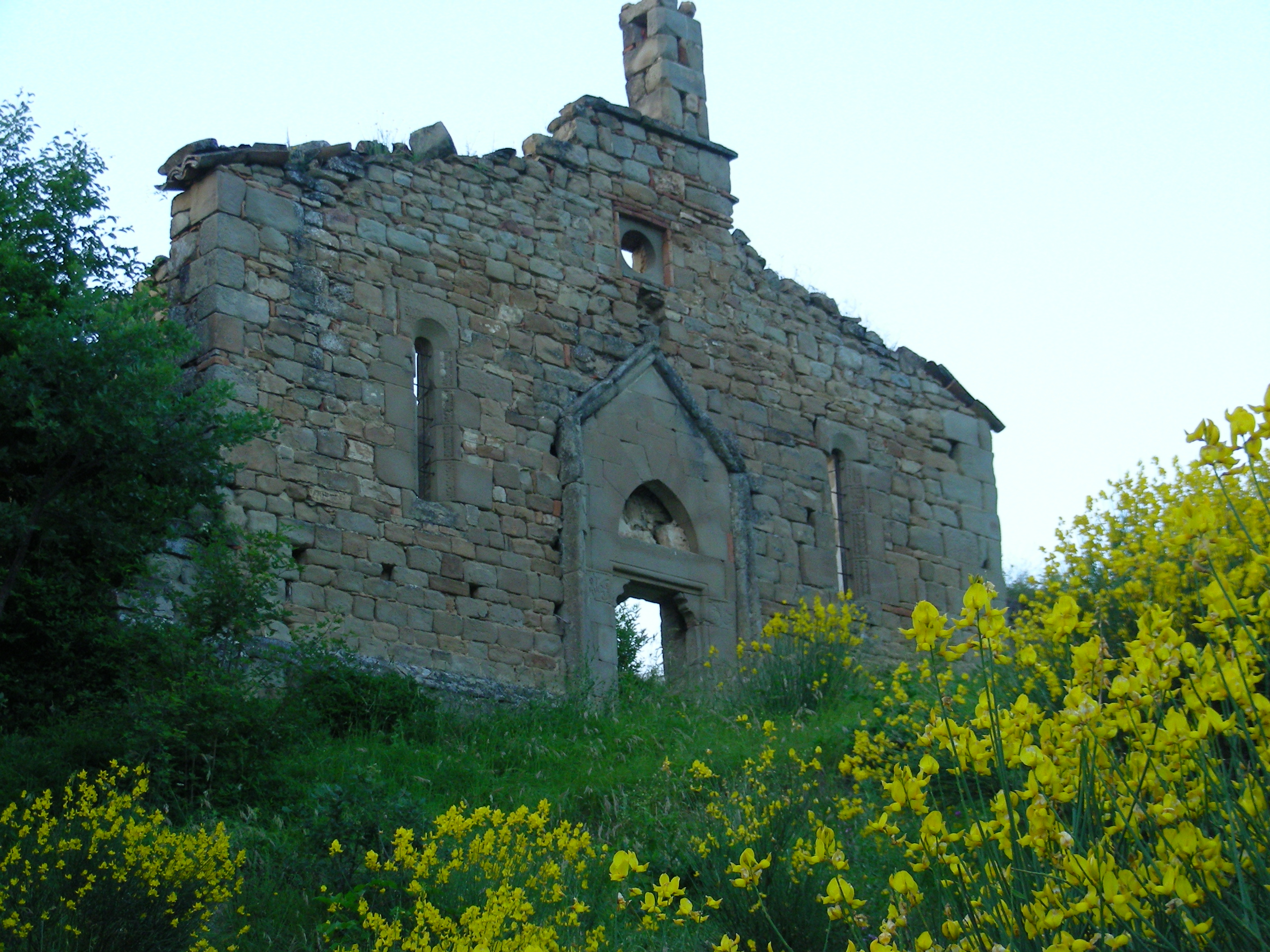
Ruderi della chiesa di san Flaviano di Tavolero, frazione di Rocca Santa Maria
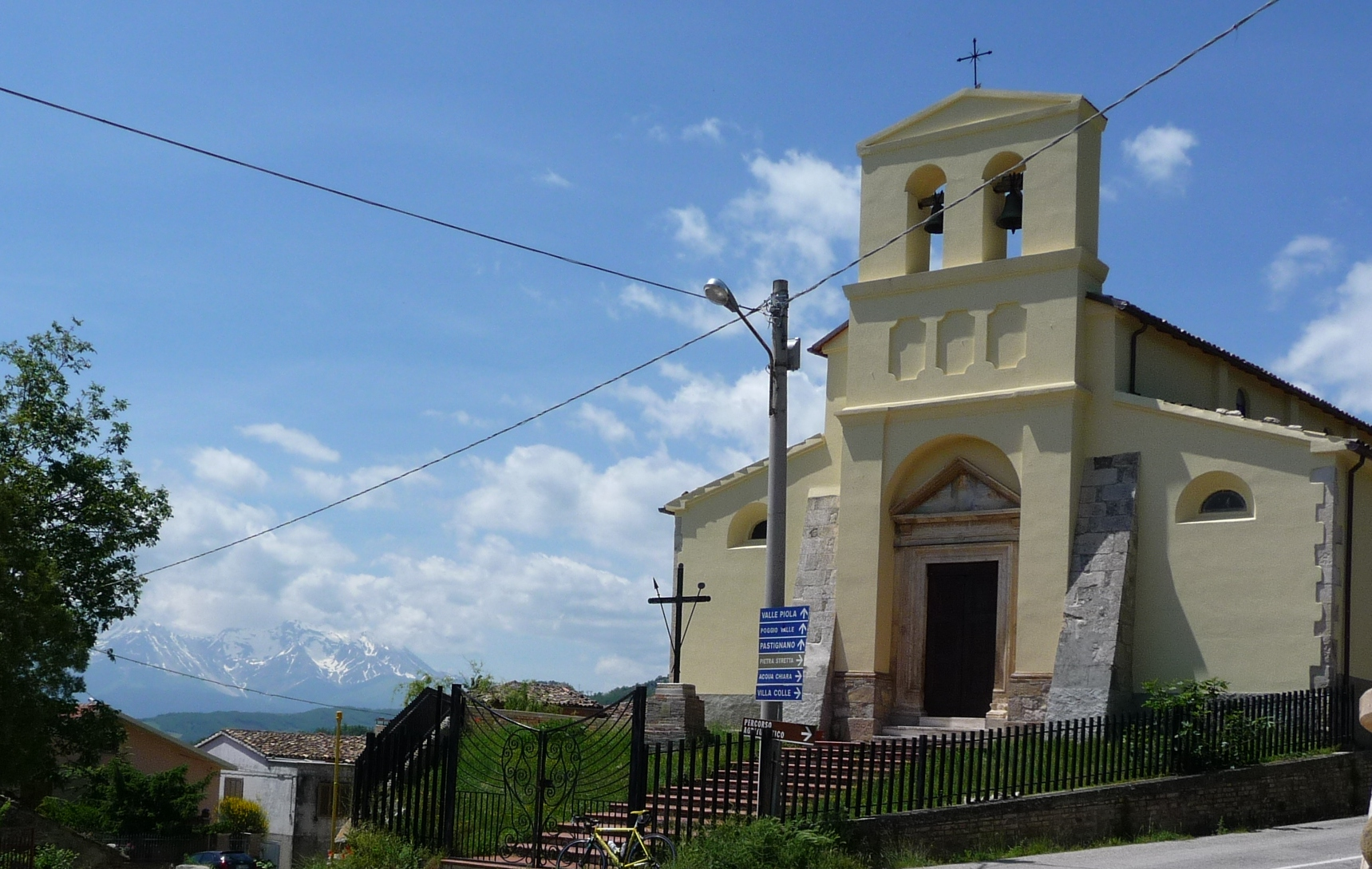
La chiesa di Santa Maria Assunta di Torricella Sicura
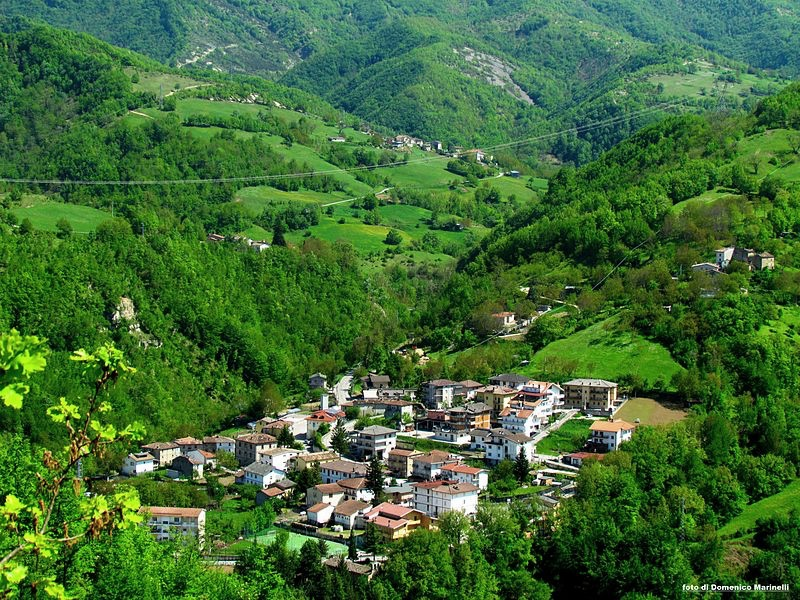
Veduta di Valle Castellana